# Мост Мира (Калгари)
Мост Мира (англ. Peace Bridge) — пешеходный металлический ферменный мост через реку Боу в Калгари, провинция Альберта, Канада. Мост, спроектированный испанским архитектором Сантьяго Калатравой, был открыт для использования 24 марта 2012 года. Стоимость проекта составила $24,5 млн.

## Описание конструкции
Конструкция моста представляет собой спиральную стальную систему, которая располагается над полуэллиптической формой поперечного сечения в одном пролёте длиной 126 метров. Ширина моста составляет 8 метров, по обеим сторонам расположены пешеходные дорожки и в центре велосипедная дорожка. Ежедневно его пересекают около 6000 человек.